# ジュリー・ウェイス
ジュリー・ウェイス（Julie Weiss）は、衣裳デザイナーである。1970年代半ばから映画・舞台で活躍している。1995年の『12モンキーズ』と2002年の『フリーダ』でアカデミー衣裳デザイン賞にノミネートされている。1979年には舞台版『エレファント・マン』の衣裳を手がけてトニー賞にノミネートされた。

## 主な作品
- テキーラ・サンライズ Tequila Sunrise （1988年）
- マグノリアの花たち Steel Magnolias （1989年）
- マンハッタン・ラブ/女と男のいい関係 Married to It （1991年）
- ハネムーン・イン・ヴェガス Honeymoon in Vegas （1992年）
- 心の扉 House of Cards （1993年）
- ボビー・フィッシャーを探して Searching for Bobby Fischer （1993年）
- 12モンキーズ Twelve Monkeys （1995年）
- マイ・ルーム Marvin's Room （1996年）
- Touch タッチ Touch （1997年）
- ラスベガスをやっつけろ Fear and Loathing in Las Vegas （1998年）
- シンプル・プラン A Simple Plan （1998年）
- グレイスランド Finding Graceland （1998年）
- アメリカン・ビューティー American Beauty （1999年）
- 追撃者 Get Carter （2000年）
- ギフト The Gift （2000年）
- アトランティスのこころ Hearts in Atlantis （2001年）
- フリーダ Frida （2002年）
- ザ・リング The Ring （2002年）
- ディック&ジェーン 復讐は最高! Fun with Dick and Jane （2005年）
- ハリウッドランド Hollywoodland （2006年）
- ボビー Bobby （2006年）
- スリップストリーム Slipstream （2007年）
- 俺たちフィギュアスケーター Blades of Glory （2007年）
- グレイハウンド Greyhound （2020年）